# 斗叶马先蒿
斗叶马先蒿（学名：Pedicularis cyathophylla）为列当科马先蒿属的植物，是中国的特有植物。分布于中国大陆的四川、云南等地，生长于海拔4,700米的地区，多生长于高山草地，目前尚未由人工引种栽培。